# Dean Heller
Dean Arthur Heller (Castro Valley, Estados Unidos, 10 de mayo de 1960) es un político estadounidense. Representó al estado de Nevada en el Senado de ese país. Está afiliado al Partido Republicano.

## Carrera
Fue elegido durante dos periodos a la Asamblea de Nevada de 1990 a 1994. Fue secretario de Estado de Nevada de 1995 a 2007. Desde ese año hasta 2011, fue congresista de la Cámara de Representantes de los Estados Unidos por el 2.º distrito congresional de Nevada. Es miembro de la Iglesia de Jesucristo de los Santos de los Últimos Días.